# Jeremy Meeks
Pour les articles homonymes, voir Meeks.
Jeremy Meeks, né le 7 février 1984 à Tacoma, est un ex-détenu américain, ancien membre des Crips, et aujourd'hui mannequin. 
Meeks arrive sur le devant de la scène après son arrestation en 2014 lors d'une opération anti-gang nommée Opération Cessez-le-Feu à Stockton (Californie), après laquelle la police poste sa photo signalétique sur Facebook, photo qui suscite un engouement autour de lui, du fait du charme que de nombreux internautes lui reconnaissent. Meeks est reconnu coupable de possession d'arme et de vol aggravé en vertu de lois fédérales. Après sa sortie de la prison fédérale de Mendota en mars 2016, Meeks commence une carrière de mannequin grâce à sa nouvelle notoriété.

## Biographie

### Enfance et adolescence
Meeks est né à Tacoma le 7 février 1984. Il est le fils de Katherine Angier et le frère d'Emery Meeks.
En 2002, il est condamné pour vol et violence sur mineur. Meeks avait alors violemment attaqué un adolescent de 16 ans, alors qu'il était âgé de 18 ans. Il plaide coupable et est condamné à deux ans d'emprisonnement dans une prison californienne. Il reconnait aussi avoir été membre des Crips lors de sa période de détention.

### Carrière de mannequin
Alors qu'il continue de purger une peine de 27 mois d'emprisonnement, Meeks, appelé « criminel sexy » par les médias, signe un contrat de mannequinat avec White Cross Management. Également lors de sa détention, il signe un contrat avec l'agent artistique Gina Rodriguez.
Pendant la Fashion Week de New York en février 2017, Meeks fait ses débuts sur les podiums. Après son apparition, le magazine Vogue l'a décrit comme « bad boy sexy ».
En juin 2017, il a défilé lors de la Fashion Week de Milan pour le créateur de mode allemand Philipp Plein.
En août 2017, Meeks est apparu dans une campagne pour la marque israélienne de lunettes de soleil Carolina Lemke, partiellement détenue par Bar Refaeli. La campagne qualifie le parcours de Meeks de « différent » de celui de Refaeli, aux côtés de Meeks dans la campagne, en ajoutant « Un tel mélange est inédit ».

### Vie privée
Il vit durant 10 ans, de 2008 à 2018, avec Melissa Meeks, avec qui il a un garçon.
En juin 2017, il est rapporté que Meeks partage la vie de Chloe Green, fille de l'homme d'affaires britannique Philip Green. Le 29 mai 2018, Chloe Green accouche d'un garçon, Jayden Meeks-Green,.